# 屏门乡
屏门乡，中国浙江省西北部淳安县下辖的一个乡。

## 行政区划
屏门乡现辖：
秋口村、堪头村、项家村、丁家畈村、齐坑村、上中村、将坑村、屏门村、佛岭后村、童家坪村、金陵村、屏前村、秋源村、小陵村和隐将村。